# Campeonato Piauiense
Het Campeonato Piauiense is het voetbalkampioenschap van de Braziliaanse staat Piauí en wordt georganiseerd door de voetbalfederatie Federação de Futebol do Piauí. De competitie staat op de 19ste plaats van de CBF-ranking. Hierdoor mag de staat twee ploegen leveren voor de nationale Série D, tot 2015 was dit nog maar één ploeg. Welke ploegen dit zijn wordt bepaald door de statelijke. In principe zijn dit de best presterende ploegen, tenzij deze al in een hogere divisie uitkomen.
De competitie werd opgericht in 1941. Het format wijzigt zoals in de meeste staatscompetities vrijwel elk jaar. Van 1916 tot 1940 werd er ook al gevoetbald in de staat, er was een competitie in Teresina en Parnaíba waarvan de kampioenen elkaar bekampten. In 1963 werd de amateurcompetitie een profcompetitie.

## Nationaal niveau
Bij de invoering van de eerste nationale competitie, de Taça Brasil in 1959 mocht de staat nog geen deelnemer sturen. Pas in 1962 was Ríver de eerste deelnemer en dat drie jaar op rij. Daarna volgden Piauí en Flamengo elk twee keer. Bij het rivaliserende kampioenschap, Torneio Roberto Gomes Pedrosa (1967-1970), waaraan meerdere clubs uit de sterkere competities mochten deelnemen was er geen plaats voor de clubs uit Piauí. Bij de start van de Série A was de staat er ook niet bij, Van 1973 tot 1986 had de club elk jaar enkele rechtstreekse deelnemers. Flamengo en SE Tiradentes speelden elk vijf jaar in de Série A. Nadat de staat geen rechtstreekse deelnemer kon geen enkele club uit de staat nog doordringen tot de Série A.
Met tien seizoenen is Ríver de koploper van de Série B, het is ook de enige club die nadat de staat geen rechtstreekse deelnemers meer had, begin jaren negentig, die nog een keer in de Série B kon spelen, in 2000.
Ríver speelde acht seizoenen in de Série C. Na de invoering van de Série D in 2009, werd het opzet van de Série C nu dat van de Série D waardoor de staat elk jaar één deelnemer mag afleveren. In 2015 was Ríver de eerste club van de staat die erin slaagde om te promoveren naar de Série C, maar kon het behoud daar niet verzekeren. In 2020 kon ook Altos promotie afdwingen. 

## Overzicht
| Editie | Jaar | Kampioen                               | Vice-kampioen                                                |
| ------ | ---- | -------------------------------------- | ------------------------------------------------------------ |
| 1ª     | 1941 | Botafogo (Teresina)                    | Flamengo (Teresina)                                          |
| 2ª     | 1942 | Flamengo (Teresina)                    | Botafogo (Teresina)                                          |
| 3ª     | 1943 | Flamengo (Teresina)                    |                                                              |
| 4ª     | 1944 | Flamengo (Teresina)                    | Botafogo (Teresina)                                          |
| 5ª     | 1945 | Botafogo (Teresina)                    |                                                              |
| 6ª     | 1946 | Botafogo (Teresina)                    |                                                              |
| 7ª     | 1947 | Flamengo (Teresina)                    |                                                              |
| 8ª     | 1948 | Ríver (Teresina)                       | Botafogo (Teresina)                                          |
| 9ª     | 1949 | Botafogo (Teresina)                    | Ríver (Teresina)                                             |
| 10ª    | 1950 | Ríver (Teresina)                       | Botafogo (Teresina)                                          |
| 11ª    | 1951 | Ríver (Teresina)                       | Botafogo (Teresina)                                          |
| 12ª    | 1952 | Ríver (Teresina)                       |                                                              |
| 13ª    | 1953 | Ríver (Teresina)                       | Botafogo (Teresina)                                          |
| 14ª    | 1954 | Ríver (Teresina)                       | Botafogo (Teresina)                                          |
| 15ª    | 1955 | Ríver (Teresina)                       | Botafogo (Teresina)                                          |
| 16ª    | 1956 | Ríver (Teresina)                       | Botafogo (Teresina)                                          |
| 17ª    | 1957 | Botafogo (Teresina)                    | Ríver (Teresina)                                             |
| 18ª    | 1958 | Ríver (Teresina)                       | Botafogo (Teresina)                                          |
| 19ª    | 1959 | Ríver (Teresina)                       | Botafogo (Teresina)                                          |
| 20ª    | 1960 | Ríver (Teresina)                       | Piauí (Teresina)                                             |
| 21ª    | 1961 | Ríver (Teresina)                       | Piauí (Teresina)                                             |
| 22ª    | 1962 | Ríver (Teresina)                       | Flamengo (Teresina)                                          |
| 23ª    | 1963 | Ríver (Teresina)                       | Caiçara (Campo Maior)                                        |
| 24ª    | 1964 | Flamengo (Teresina)                    | Ríver (Teresina)                                             |
| 25ª    | 1965 | Flamengo (Teresina)                    | Ríver (Teresina)                                             |
| 26ª    | 1966 | Piauí (Teresina)                       | Flamengo (Teresina)                                          |
| 27ª    | 1967 | Piauí (Teresina)                       | Ríver (Teresina)                                             |
| 28ª    | 1968 | Piauí (Teresina)                       | Ríver (Teresina) Flamengo (Teresina) Comercial (Campo Maior) |
| 29ª    | 1969 | Piauí (Teresina)                       | Ríver (Teresina)                                             |
| 30ª    | 1970 | Flamengo (Teresina)                    | Piauí (Teresina)                                             |
| 31ª    | 1971 | Flamengo (Teresina)                    | Ríver (Teresina)                                             |
| 32ª    | 1972 | Tiradentes (Teresina)                  | Flamengo (Teresina)                                          |
| 33ª    | 1973 | Ríver (Teresina)                       | Tiradentes (Teresina)                                        |
| 34ª    | 1974 | Tiradentes (Teresina)                  | Ríver (Teresina)                                             |
| 35ª    | 1975 | Ríver (Teresina) Tiradentes (Teresina) | Flamengo (Teresina)                                          |
| 36ª    | 1976 | Flamengo (Teresina)                    | Parnahyba (Parnaíba)                                         |
| 37ª    | 1977 | Ríver (Teresina)                       | Flamengo (Teresina)                                          |
| 38ª    | 1978 | Ríver (Teresina)                       | Piauí (Teresina)                                             |
| 39ª    | 1979 | Flamengo (Teresina)                    | Piauí (Teresina)                                             |
| 40ª    | 1980 | Ríver (Teresina)                       | Tiradentes (Teresina)                                        |
| 41ª    | 1981 | Ríver (Teresina)                       | Piauí (Teresina)                                             |
| 42ª    | 1982 | Tiradentes (Teresina)                  | Ríver (Teresina)                                             |
| 43ª    | 1983 | Auto Esporte (Teresina)                | Tiradentes (Teresina)                                        |
| 44ª    | 1984 | Flamengo (Teresina)                    | Tiradentes (Teresina)                                        |
| 45ª    | 1985 | Piauí (Teresina)                       | Flamengo (Teresina)                                          |
| 46ª    | 1986 | Flamengo (Teresina)                    | Ríver (Teresina)                                             |
| 47ª    | 1987 | Flamengo (Teresina)                    | Piauí (Teresina)                                             |
| 48ª    | 1988 | Flamengo (Teresina)                    | 4 de Julho (Piripiri)                                        |
| 49ª    | 1989 | Ríver (Teresina)                       | 4 de Julho (Piripiri)                                        |
| 50ª    | 1990 | Tiradentes (Teresina)                  | Caiçara (Campo Maior)                                        |
| 51ª    | 1991 | Picos (Picos)                          | Ríver (Teresina)                                             |
| 52ª    | 1992 | 4 de Julho (Piripiri)                  | Paysandu (Parnaíba)                                          |
| 53ª    | 1993 | 4 de Julho (Piripiri)                  | Flamengo (Teresina)                                          |
| 54ª    | 1994 | Picos (Picos)                          | Flamengo (Teresina)                                          |
| 55ª    | 1995 | Cori-Sabbá (Floriano)                  | Caiçara (Campo Maior)                                        |
| 56ª    | 1996 | Ríver (Teresina)                       | Cori-Sabbá (Floriano)                                        |
| 57ª    | 1997 | Picos (Picos)                          | 4 de Julho (Piripiri)                                        |
| 58ª    | 1998 | Picos (Picos)                          | Cori-Sabbá (Floriano)                                        |
| 59ª    | 1999 | Ríver (Teresina)                       | 4 de Julho (Piripiri)                                        |
| 60ª    | 2000 | Ríver (Teresina)                       | 4 de Julho (Piripiri)                                        |
| 61ª    | 2001 | Ríver (Teresina)                       | Oeiras (Oeiras)                                              |
| 62ª    | 2002 | Ríver (Teresina)                       | Flamengo (Teresina)                                          |
| 63ª    | 2003 | Flamengo (Teresina)                    | Parnahyba (Parnaíba)                                         |
| 64ª    | 2004 | Parnahyba (Parnaíba)                   | Ríver (Teresina)                                             |
| 65ª    | 2005 | Parnahyba (Parnaíba)                   | Piauí (Teresina)                                             |
| 66ª    | 2006 | Parnahyba (Parnaíba)                   | Barras (Barras)                                              |
| 67ª    | 2007 | Ríver (Teresina)                       | Barras (Barras)                                              |
| 68ª    | 2008 | Barras (Barras)                        | Picos (Picos)                                                |
| 69ª    | 2009 | Flamengo (Teresina)                    | Picos (Picos)                                                |
| 70ª    | 2010 | Comercial (Campo Maior)                | Barras (Barras)                                              |
| 71ª    | 2011 | 4 de Julho (Piripiri)                  | Comercial (Campo Maior)                                      |
| 72ª    | 2012 | Parnahyba (Parnaíba)                   | Flamengo (Teresina)                                          |
| 73ª    | 2013 | Parnahyba (Parnaíba)                   | Ríver (Teresina)                                             |
| 74ª    | 2014 | Ríver (Teresina)                       | Piauí (Teresina)                                             |
| 75ª    | 2015 | Ríver (Teresina)                       | Flamengo (Teresina)                                          |
| 76ª    | 2016 | Ríver (Teresina)                       | Altos (Altos)                                                |
| 77ª    | 2017 | Altos (Altos)                          | Parnahyba (Parnaíba)                                         |
| 78ª    | 2018 | Altos (Altos)                          | Ríver (Teresina)                                             |
| 79ª    | 2019 | Ríver (Teresina)                       | Altos (Altos)                                                |
| 80ª    | 2020 | 4 de Julho (Piripiri)                  | Picos (Picos)                                                |
| 81ª    | 2021 | Altos (Altos)                          | Fluminense (Teresina)                                        |
| 82ª    | 2022 | Fluminense (Teresina)                  | Parnahyba (Parnaíba)                                         |
| 83ª    | 2023 | Ríver (Teresina)                       | Fluminense (Teresina)                                        |
| 84ª    | 2021 | Altos (Altos)                          | Parnahyba (Parnaíba)                                         |

## Titels per club
| Club                  | Stad        | Titels | Seizoenen |
| --------------------- | ----------- | ------ | --- |
| Ríver                 | Teresina    | 32     | (1948, 1950, 1951, 1952, 1953, 1954, 1955, 1956, 1958, 1959, 1960, 1961, 1962, 1963, 1973, 1975, 1977, 1978, 1980, 1981, 1989, 1996, 1999, 2000, 2001, 2002, 2007, 2014, 2015, 2016, 2019, 2023) |
| EC Flamengo           | Teresina    | 17     | (1939, 1942, 1943, 1944, 1947, 1964, 1965, 1970, 1971, 1976, 1979, 1984, 1986, 1987, 1988, 2003, 2009)                                                                                           |
| Parnahyba             | Parnaíba    | 12     | (1916, 1924, 1925, 1927, 1929, 1930, 1940, 2004, 2005, 2006, 2012, 2013) |
| Botafogo              | Teresina    | 11     | (1934, 1935, 1936, 1937, 1938, 1940, 1941, 1945, 1946, 1949, 1957) |
| SE Tiradentes         | Teresina    | 5      | (1972, 1974, 1975, 1982, 1990) |
| Piauí                 | Teresina    | 5      | (1966, 1967, 1968, 1969, 1985) |
| Artístico             | Teresina    | 5      | (1920, 1923, 1929, 1930, 1933) |
| Tiradentes AC         | Teresina    | 5      | (1924, 1925, 1926, 1927, 1928) |
| Picos                 | Picos       | 4      | (1991, 1994, 1997, 1998) |
| 4 de Julho            | Piripiri    | 4      | (1992, 1993, 2011, 2020) |
| Altos                 | Altos       | 4      | (2017, 2018, 2021, 2024) |
| Flamengo SC           | Parnaíba    | 3      | (1937, 1938, 1939) |
| Militar Sport Club    | Teresina    | 3      | (1921, 1931, 1932) |
| International         | Parnaíba    | 3      | (1921, 1926, 1928) |
| Sport Club Fluminense | Parnaíba    | 2      | (1931, 1935) |
| Theresinense          | Teresina    | 2      | (1919, 1922) |
| Comercial             | Campo Maior | 1      | (2010) |
| Barras                | Barras      | 1      | (2008) |
| Cori-Sabbá            | Floriano    | 1      | (1995) |
| Auto Esporte          | Teresina    | 1      | (1983) |
| Artístico de Parnaíba | Parnaíba    | 1      | (1918) |
| Palmeiras             | Teresina    | 1      | (1918) |
| Fluminense            | Teresina    | 1      | (2022) |

## Eeuwige ranglijst
Clubs die vetgedrukt staan spelen in 2025 in de hoogste klasse.
| Club               | Stad        | /85 | Periode (1941-2025)                                                                |
| ------------------ | ----------- | --- | ---------------------------------------------------------------------------------- |
| Ríver              | Teresina    | 76  | 1948-1975, 1977-1991, 1993-                                                        |
| Flamengo           | Teresina    | 71  | 1941-1942, 1944-1948, 1951-1952, 1959-1991, 1993-2007, 2009-2022                   |
| Parnahyba          | Parnaíba    | 55  | 1968-1969, 1972-1992, 1994-                                                        |
| Piauí              | Teresina    | 53  | 1958-1973, 1975-1991, 2000, 2002-2020, 2025-                                       |
| Comercial          | Campo Maior | 41  | 1958, 1960-1965, 1969-1970, 1972, 1975-1977, 1979-1992, 1994-1995, 2002-2012, 2023 |
| Auto Esporte       | Teresina    | 39  | 1952-1964, 1966-1976, 1979-1992, 1994                                              |
| Caiçara            | Campo Maior | 37  | 1959, 1961, 1963-1965, 1970, 1981-1992, 1994-2006, 2008-2009, 2012, 2014-2016      |
| 4 de Julho         | Piripiri    | 35  | 1988-1995, 1997-2000, 2002-2015, 2017-                                             |
| Botafogo           | Teresina    | 31  | 1941-1946, 1948-1951, 1953-1961, 1965-1972, 1974-1977                              |
| Picos              | Picos       | 29  | 1977-1980, 1982, 1991-2003, 2008-2013, 2016-2017, 2020-2021, 2024                  |
| Cori-Sabbá         | Floriano    | 23  | 1991-2003, 2006-2007, 2009-2010, 2013-2014, 2016, 2022-2024                        |
| Fluminense         | Teresina    | 23  | 1949-1950, 1955, 1957-1962, 1967-1972, 1975-1977, 2021-                            |
| Tiradentes         | Teresina    | 22  | 1972-1976, 1978-1992, 1995, 2021                                                   |
| Paysandu           | Parnaíba    | 13  | 1988-2000                                                                          |
| Altos              | Altos       | 10  | 2016-                                                                              |
| Oeiras             | Oeiras      | 9   | 1998-2005, 2009                                                                    |
| Barras             | Barras      | 8   | 2006-2011, 2013-2014                                                               |
| Artístico          | Teresina    | 8   | 1943, 1948-1950, 1955, 1959-1961                                                   |
| Rio Negro          | Teresina    | 5   | 1959-1963                                                                          |
| Santa Cruz         | Teresina    | 4   | 1949-1950, 1955, 1960                                                              |
| Cruzeiro           | Teresina    | 4   | 1949-1950, 1955, 1957                                                              |
| Oeirense           | Oeiras      | 3   | 2022, 2024-                                                                        |
| Ferroviário        | Floriano    | 3   | 1964-1966                                                                          |
| Princesa do Sul    | Floriano    | 3   | 2006, 2009, 2011                                                                   |
| Teresinense        | Teresina    | 3   | 1948, 1950-1951                                                                    |
| Automóvel          | Teresina    | 2   | 1943, 1948                                                                         |
| Terríveis          | Teresina    | 2   | 1943, 1948                                                                         |
| Industrial         | Teresina    | 2   | 1948-1949                                                                          |
| Sírio Brasileiro   | Teresina    | 1   | 1952                                                                               |
| Timon              | Timon       | 1   | 2020                                                                               |
| Atlético Piauiense | Teresina    | 1   | 2025-                                                                              |

1941 · 1942 · 1943 · 1944 · 1945 · 1946 · 1947 · 1948 · 1949 · 1950 · 1951 · 1952 · 1953 · 1954 · 1955 · 1956 · 1957 · 1958 · 1959 · 1960 · 1961 · 1962 · 1963 · 1964 · 1965 · 1966 · 1967 · 1968 · 1969 · 1970 · 1971 · 1972 · 1973 · 1974 · 1975 · 1976 · 1977 · 1978 · 1979 · 1980 · 1981 · 1982 · 1983 · 1984 · 1985 · 1986 · 1987 · 1988 · 1989 · 1990 · 1991 · 1992 · 1993 · 1994 · 1995 · 1996 · 1997 · 1998 · 1999 · 2000 · 2001 · 2002 · 2003 · 2004 · 2005 · 2006 · 2007 · 2008 · 2009 · 2010 · 2011 · 2012 · 2013 · 2014 · 2015 · 2016 · 2017 · 2018 · 2019 · 2020 · 2021 · 2022 · 2023 · 2024